# Вулиця Крокодилів
«Вулиця Крокодилів» — урбаністичне оповідання Бруно Шульца, що увійшло до його збірки «Цинамонові крамниці». В оповіданні художньо описано стан вулиці Стрийської та дотичної до неї місцевості першої половини XX століття.

## Сюжет
Спочатку безіменний оповідач (сам Бруно Шульц) розповідає про карту неназваного міста (імовірно Дрогобича), яку він знайшов у батька. На ній він помічає білу пляму на карті, яка підписана «Вулицею Крокодилів». Дальше він відходить від опису карти, оповідаючи про вигляд даної вулиці, її оздоблення та мешканців, її комерцію та транспорт. У кінці він робить висновки із описаного, ніби застережує читача.
Читати

## Проблематика
Проблематика оповідання Шульца полягає в деградації Дрогобича; деградації не тільки зовнішній, яку він напряму й говорить, описуючи "дешеві, неякісно збудовані кам'яниці з карикатурними фасадами, обліплені повторними прикрасами з тріского гіпсу", а й культурної, адже місто заповнювалося тою публікою, що і була збутом подібної "дешевої елеганстності". Тож він чітко розділив міщан старого міста та мешканців Вулиці Крокодилів: 
«Корінні мешканці трималися звідалля від тих околиць, переважно заселених усяким шумовинням, низами, безликими дрібними типами, справжньою моральною голотою - тим дешевим людським різновидом, що народжується якраз у таких ефмерних середовищах».
Тут дуже яскраво порушена  проблема корінного та приїжджого населення, що прямо дотична до проблеми урбанізації, як ніколи актуальної тоді. Ще Іван Франко, устами героїв повісті «Борислав сміється», події якої відбуваються другій половині XIX століття, оповідав про юрби безробітньої чельоді, що перла до басейну з усієї гірської округи. От і наш Шульц у своєму оповіданні підбиває наслідки, описуючи вже не конкретно ту чельодь, яку Франко, а їх потомків: дітей та внуків.
Бруно у своїй «Вулиці Крокодилів» підбиває наслідки трансформації Дрогобича від типового середньовічного міста до модерного торгово-промислового центру Галичини, що семимильними кроками йшло ще з серединни XIX століття.

### Особисте
Батько Бруно був крамником, тримаючи на першому поверсі будинку власну текстильну крамницю. Згадується, що батько, разом із Бруно, розписували крамницю вручну, задаючи їй унікальний та неповторний вигляд. Тож вже дорослого Бруно Шульца дуже сильно брало за серце "безцвітна базарна й нікчемна претензійність" та вивіски із кричущими заголовками: "KING OF ENGLAND" (укр. КОРОЛЬ АНГЛІЇ).

## Цікаві факти
Оповіданні згадується дрогобицький трамвай, який якраз їздив від залізниці здовж Стрийської.
«У цій дільниці їздить і трамвай. Амбіції батьків міста [Раймунда Яроша] святкують у цьому свій найвищий тріумф. Проте настільки жалюгідний вигляд у тих вагонів, зроблених із пап'є-маше, з погнутими й вим'ятими довголітніми стінами! Часто їм бракує попередньої стінки, тож зовні видно всіх пасажирів, застиглих на своїх місцях і сповнених значущої гідності».